# Henning
Henning kan være en tysk afledning af Johannes som  Hans, eller det kan være et nordisk drengenavn, der betyder "fredsstifter".
Første gang, navnet ses i Danmark, er venderen Henning Podebusk i 1300-tallet.
1985-1996 fik 131 danske drenge navnet Henning. Den 1. januar 2001 var der ifølge Danmarks Statistik 23.853 i Danmark med navnet Henning.

## Personer med fornavnet Henning
- Henning Ahrensborg, dansk skuespiller.
- Henning Bahs, dansk filmdekoratør og manuskriptforfatter.
- Henning Carlsen, dansk filminstruktør.
- Henning Dyremose, dansk politikker.
- Henning Moritzen, dansk skuespiller.
- Carl-Henning Pedersen, dansk maler.
- Niels-Henning Ørsted Pedersen, dansk jazzmusiker.
- Henning Sprogøe, dansk skuespiller.
- Henning Stærk, dansk sanger og musiker.

## Personer med efternavnet Henning
- Astrid Henning-Jensen, dansk filminstruktør
- Bjarne Henning-Jensen, dansk filminstruktør
- Gerhard Henning, dansk-svensk billedhugger
- Rasmus Henning, dansk triatlet

## Navnet anvendt i fiktion
- Balladen om Carl-Henning, dansk film fra 1969 med Jesper Klein i hovedrollen.
- I filmen Blinkende lygter fra 2000, optræder figuren Hvide Henning, som eftersigende har fået gonorré i Barcelona. Han ender dog med at gøre drengene en bjørnetjeneste.